# 厦门快速公交二号线
厦门快速公交二号线，又称快2线、快2路、快2或K2，是连接厦门本岛与集美区、同安区的一条厦门快速公交线路。由第一码头站始发，终到同安枢纽站。识别色为黄色。线路全长41.3公里，目前设34个站点。该线是厦门快速公交系统中站点最多的线路。线路主体分为两期建设。原一期工程中快2来往于第一码头与西柯枢纽之间，二期工程将快2线向同安方向延长11.9千米至同安城南。

## 历史
- 2007年-2008年间，在官方一期规划中“近期BRT线网路由表”中就有今日线路的雏形。表中列明快2来往于嘉庚体育馆及工业集中区之间。
- 2008年9月1日开通时本线服务于机场至西柯[3]。
- 2009年3月28日同安段高架开工建设，总投资约8.2亿元。高架全长约12千米，用时九个月贯通[4]。
- 2010年6月22日快2同安段通车，在BRT西柯枢纽站举行“BRT2号线快速公交通车仪式”。当日11点58分，第一码头站与同安枢纽站对开发车[4]。
- 2011年10月起，快2末班发车时间延长15分钟，即原末班21:00发，调整为21:15发[5]。

- 由于征拆原因，直至2018年12月20日同安枢纽站方建成投入使用，此前临时站点设置于地面，快速公交需从高架驶下在地面与其他车辆混行，较为不便[6]。同安枢纽站项目占地面积17354平方米，总建筑面积为41164平方米，地上三层，地下一层。建成后可提供大量BRT停车泊位[7]。建成后快2将其作为新的枢纽站使用。
- 快速公交系统分别在2018年10月与2019年6月新添高崎机场站、新文灶站（规划时称文塔站），快2线亦跟进停靠这两站[8][9]。
- 2020年初滨海西大道进行提升改造，美峰段1.5公里“截弯取直”，原有道路停用[10]。故2021年2月23日起快2线改停新东亭站、美峰站，票价也因里程变动受到影响[11]。

## 路线

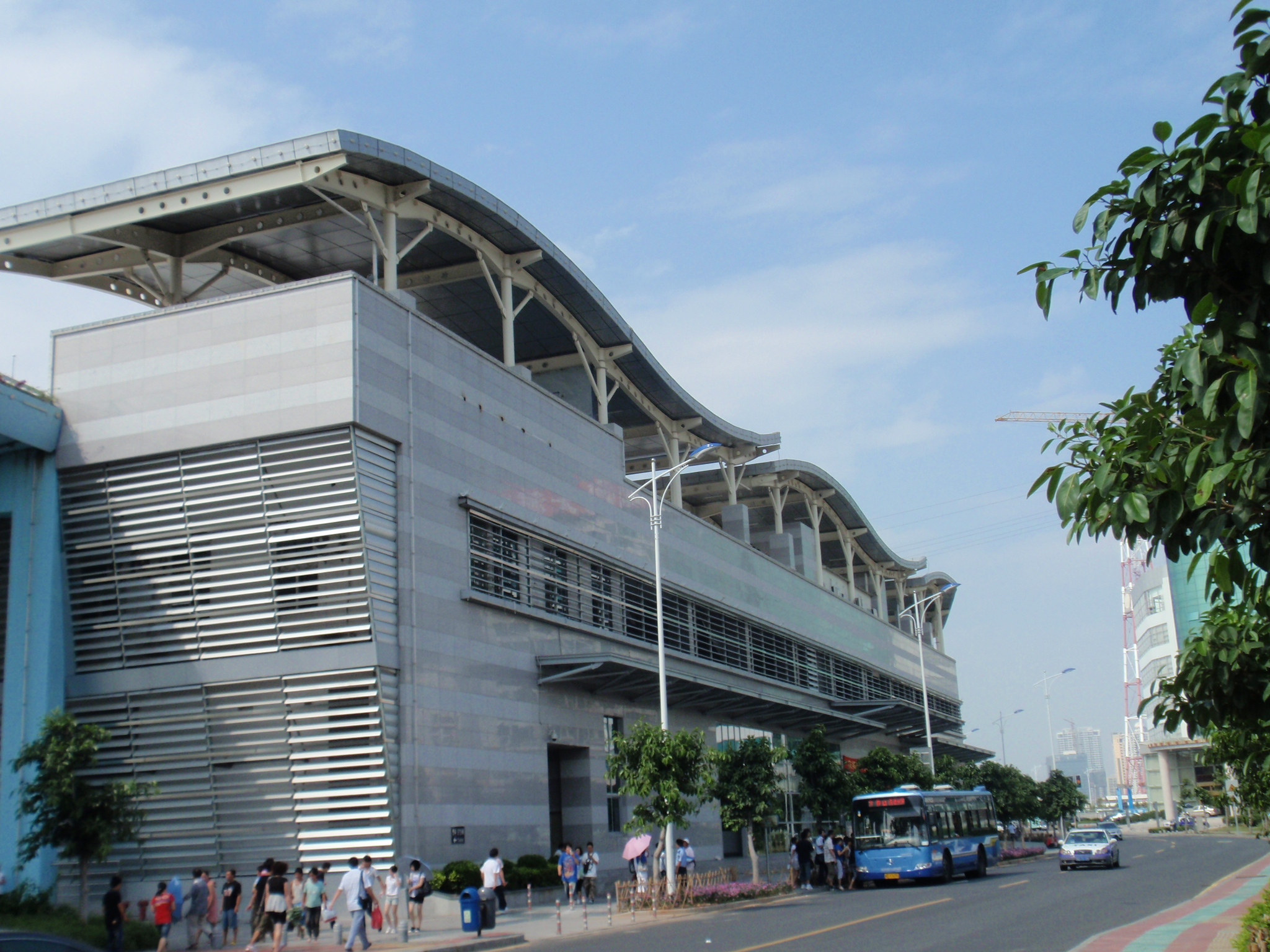
快2的起点站第一码头站，位于厦门岛内思明区

### 站点
截至2021年6月，快2共设34个站点，是位列快速公交中设站点数量之首的线路。
| 站名                   | 所在道路                   | 同台换乘BRT线路     | 其他换乘交通                                                                                           |
| ---------------------- | -------------------------- | ------------------- | --- |
| 第一码头站             | 西堤路                     | 快1 快3 快7 快8     | 轮渡 前往嵩鼓码头（公共航线）、鼓浪屿内厝澳码头（仅限市民） 公交 第一码头站、BRT第一码头站、国贸海景站 |
| 开禾路口站             | 厦禾路                     | 快1 快3 快7 快8     | 公交 开禾路口站                                                                                        |
| 思北站                 | 厦禾路                     | 快1 快3 快7 快8     | 公交 眼科医院站、思北路口站                                                                            |
| 斗西路站               | 厦禾路                     | 快1 快3 快7 快8     | 公交 斗西路口站                                                                                        |
| 二市站                 | 厦禾路                     | 快1 快3 快7 快8     | 公交 二市站、袁厝站、美仁宫站                                                                          |
| 文灶站                 | 厦禾路                     | 快1 快3 快7 快8     | 1文灶站 公交 BRT文灶站                                                                                 |
| 金榜公园站             | 厦禾路                     | 快1 快3 快7 快8     | 公交 金榜公园站                                                                                        |
| 火车站                 | 厦禾路                     | 快1 快3 快7 快8     | 国铁 厦门站 3厦门火车站 公交 火车站、火车站（湖东）、梧村公交场站、梧村车站                            |
| 莲坂站                 | 莲前西路                   | 快1 快3 快7 快8     | 公交 莲坂站                                                                                            |
| 龙山桥站               | 莲前西路                   | 快1 快3 快7 快8     | 公交 龙山桥站                                                                                          |
| 卧龙晓城站             | 莲前西路                   | 快1 快3 快7 快8     | 公交 卧龙晓城站                                                                                        |
| 东芳山庄站             | 莲前西路                   | 快1 快3 快7 快8     | 公交 东芳山庄站、BRT东芳山庄站                                                                         |
| 蔡塘站                 | 云顶中路                   | 快1 快5 快6 快8 快9 | 2蔡塘站 公交 蔡塘站、蔡塘广场2站                                                                       |
| 金山站                 | 云顶北路                   | 快1 快5 快6 快8 快9 | 公交 BRT金山站、金山小学站                                                                             |
| 市行政服务中心站       | 云顶北路                   | 快1 快5 快6 快8 快9 | 公交 市行政服务中心站                                                                                  |
| 双十中学站             | 云顶北路                   | 快1 快5 快6 快8 快9 | 3湖里创新园站 公交 BRT双十中学站                                                                       |
| 县后站                 | 云顶北路                   | 快1 快5 快6 快8 快9 | 公交 BRT县后站                                                                                         |
| 高崎机场站             | 近环岛干道、枋钟路口       | 快1 快5 快6 快8 快9 | 公交 高崎机场站                                                                                        |
| T4候机楼站             | 环岛干道                   | 快1 快5 快6         | 公交 高崎T4候机楼站 T4候机楼站 空港快线                                                                |
| 凤林站                 | 滨海西大道                 | 快5                 | 公交 凤林站、海凤南里站                                                                                |
| 东垵站                 | 滨海西大道                 | 快5                 | 公交 东安站、东安东站                                                                                  |
| 后田站                 | 滨海西大道                 | 快5                 | 公交 后田站                                                                                            |
| 东亭站                 | 滨海西大道                 | 快5                 | 公交 东亭站                                                                                            |
| 美峰站                 | 滨海西大道                 | 快5                 | |
| 蔡店站                 | 滨海西大道                 | 快5                 | 公交 BRT蔡店站                                                                                         |
| 潘涂站                 | 滨海西大道                 | 快5                 | 公交 BRT潘涂站                                                                                         |
| 滨海新城（西柯）枢纽站 | 近滨海西大道、同安大桥立交 | 快5                 | |
| 官浔站                 | 官浔溪路                   | 快5                 | |
| 轻工食品园站           | 同集中路                   | 快5                 | |
| 四口圳站               | 同集北路                   | 快5                 | 公交 四口圳站                                                                                          |
| 工业集中区站           | 同集北路                   | 快5                 | 公交 工业集中区站                                                                                      |
| 第三医院站             | 同集北路                   | 快5                 | 公交 第三医院站、第三医院总站、第三医院（阳翟二路）站                                                  |
| 城南站                 | 城南路                     | 快5                 | 公交 城南站                                                                                            |
| 同安枢纽站             | 近环城西路、祥莲路口       | 快5                 | 公交 BRT同安枢纽站                                                                                     |

## 班次
以下表格列出每日快2的运行时间，仅供参考。各时间段内的班次分别表示最短及最长间隔，具体参照厦门公交官方应用程序即时到站信息。
如遇法定节假日，一般情况下班次及首末班时间不会改变，只在每年农历春节期间将除夕的末班车提前开出，正月初一的首班车推迟发车。在遇到大型马拉松赛事时，BRT首班时间也会适当提前，如在2021年厦门马拉松赛事当天，快2进岛方向首班提前至5:20，出岛方向首班提前至5:40。
| 往同安枢纽  | 往同安枢纽       | 往第一码头  | 往第一码头   |
| 时间段      | 班次间隔（分钟） | 时间段      | 班次（分钟） |
| ----------- | ---------------- | ----------- | ------------ |
| 06:00-10:00 | 2-5              | 06:00-10:00 | 2-5          |
| 10:00-16:00 | 3-5              | 10:00-16:00 | 2-6          |
| 16:00-20:00 | 1-5              | 16:00-20:00 | 2-5          |
| 20:00-21:15 | 2-5              | 20:00-21:15 | 3-5          |

## 票价
快速公交系统进出站类似于地铁。若使用E通卡，乘客只需在进出站时刷卡。而到站点现场购买实体票的乘客应讲清前往目的地，获得相应面额的IC代币，出站时将IC代币投入闸机回收即可出站。
2021年2月23日起，快2票价有所调整。现快2全程封顶4元，按照跨段区间的里程收费：
| 往同安枢纽     | 往同安枢纽     | 往第一码头     | 往第一码头     |
| 跨段收费站点   | 票价           | 跨段收费站点   | 票价           |
| -------------- | -------------- | -------------- | -------------- |
| 第一码头站开出 | 第一码头站开出 | 同安枢纽站开出 | 同安枢纽站开出 |
| 至莲坂站       | 1元            | 至四口圳站     | 1元            |
| 至东芳山庄站   | 1.5元          | 至轻工食品园站 | 1.5元          |
| 至金山站       | 2元            | 至潘涂站       | 2元            |
| 至县后站       | 2.5元          | 至东亭站       | 2.5元          |
| 至T4候机楼站   | 3元            | 至凤林站       | 3元            |
| 至同安枢纽站   | 4元            | 至第一码头站   | 4元            |

## 配车

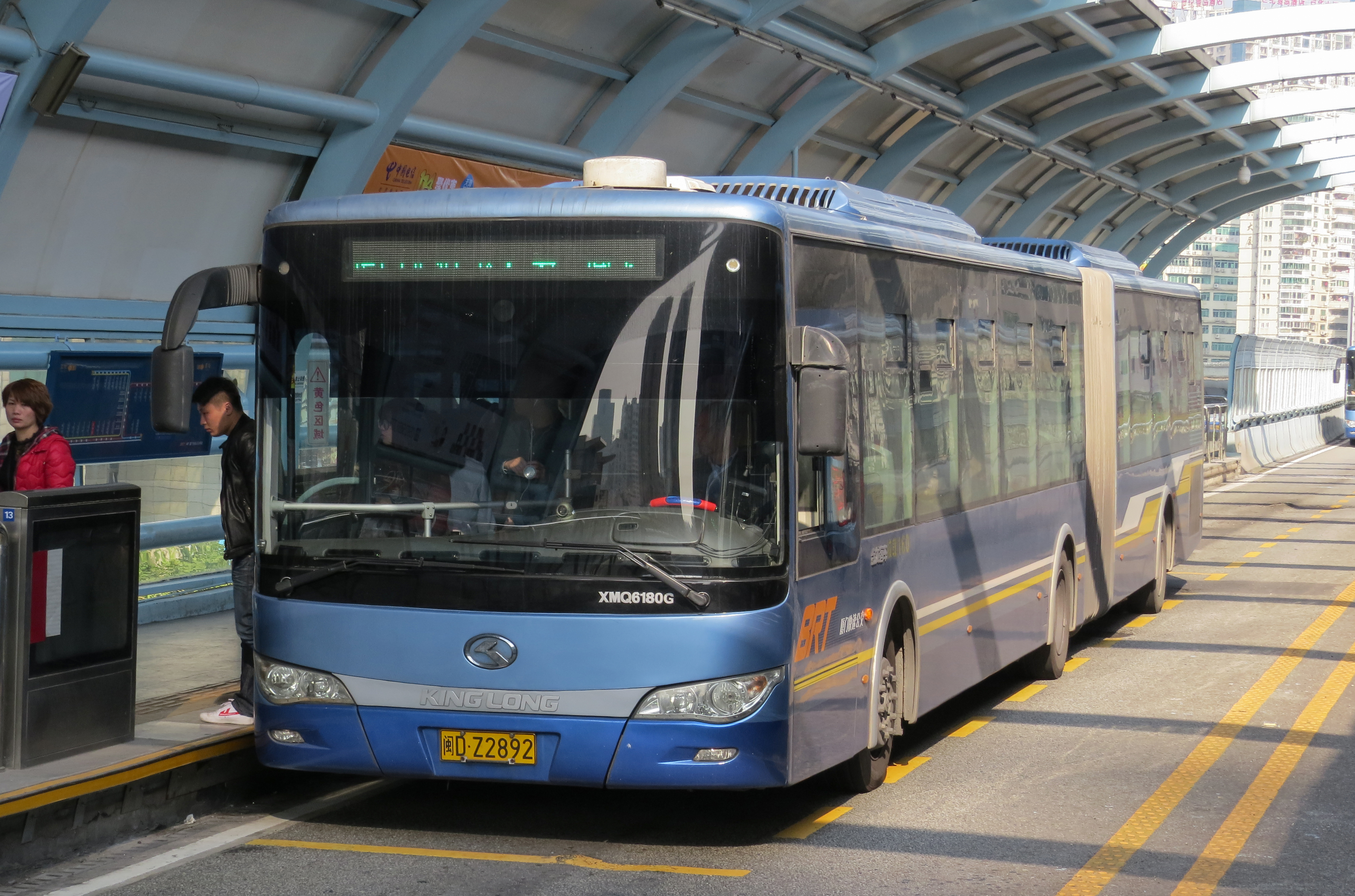
快1的一辆XMQ6180G，该车型亦用于快2

同较早开通的其他BRT快线一样，快2同样使用过18米长铰接车XMQ6180G及12米长的XMQ6127G。其中2013年初，有68辆XMQ6127G和52辆XMQ6180G投入运营。该批次“大金龙”采用了日野发动机。此次增投是为了替换部分原2008年上线的车辆。
2020年1月6日，快速公交首批13辆新型纯电公交车在快1路正式投放运营。该批车型号为XMQ6125AGBEVL1，采用磷酸铁锂电池，长约12米（11980mm）。同年1月16日投放41台同型号车辆至快2。后亦有投放XMQ6180AGD5来逐步替换原18米XMQ6180G，前者是后者的纯电衍生版本。